# Zapatas Bande
Zapatas Bande er et tysk stumfilmslystspil fra 1914 instrueret af Urban Gad med Asta Nielsen i hovedrollen.
Filmen havde dansk premiere den 20. juli 1914.

## Handling
Et tysk filmhold rejser med Asta Nielsen til Italien, for der at optage en film om en tyvebande. Asta skal spille rollen som røverkaptajnen Zapata. Men snart møder filmholdet rigtige røvere, der stjæler alt deres civile tøj. Nu er skuespillerne tvunget til at gå rundt i deres filmkostymer, altså i røverbande-tøj. Som følge heraf tror de lokale, at filmskuespillerne må være rigtige røvere, og at Asta er deres leder.
En ung italiensk grevinde er besat af sværmerisk røverromantik og begejstres for den vovet udseende filmtrup, og den unge grevinde forelsker sig i "lederen", altså Asta. Asta afklarer ikke umiddelbart misforståelsen, ikke mindst fordi der er en betydelig sprogbarriere mellem de to. På den måde bevares den uskyldige kærligheds renhed, og der går ikke længe, før den ufrivillige "røverbande", som siden er blevet arresteret af landsbygendarmen, bliver sat på fri fod igen.

## Produktion
Zapatas Bande blev optaget i vinteren 1913/14 i den italienske Marina di Massa i La Spezia-bugten og krævede ikke studieoptagelser. Filmkulisserne designet af Fritz Seyffert blev bragt til Italien fra Tyskland og samlet som et stort friluftsteater i Marina di Massa. Filmen målte 752 meter i to dele og bestod den tyske filmcensur den 10. februar 1914. Premieren fandt sted den 27. februar 1914. I Østrig-Ungarn blev Zapatas Bande præsenteret for offentligheden i marts samme år.

## Anmeldelser
| Citat                     | Asta Nielsen fejrer endnu en triumf. I filmkomedien Zapatas Bande er hun hovedrollen, og med stor dygtighed ved hun, hvordan hun skal spille lederen af en bande tyve. At en gruppe skuespillere forvekslede sig med røverbanden vakte stor morskab blandt publikum. | Citat |
| Der Tag den 2. marts 1914 | |       |

| Citat                                                | Den nye Asta Nielsen-film Zapatas Bande er meget god [...], en filmkomedie i 2 akter, som på humoristisk vis skildrer en filmtrups eventyrlige oplevelser i en region i Italien, der er plaget af røvere. […] Det er overflødigt at sige, at Asta Nielsen, som altid er tilpas i herretøj, viser stort overskud og bringer glæde med sig. | Citat |
| Kinematographische Rundschau, 22. marts 1914, p. 98. | |       |

| Citat                             | Asta Nielsen brillerer i denne filmkomedie som en røverkaptajn, som en en datter fra en god familie kaster sig over, og som næsten ikke kan modstå at blive etertragtet. | Citat |
| Friedrich Wilhelm Murnau-Stiftung | |       |

## Medvirkende
- Asta Nielsen
- Fred Immler
- Senta Eichstaedt
- Adele Reuter-Eichberg
- Mary Scheller